# Mordsschwestern – Verbrechen ist Familiensache
Mordsschwestern – Verbrechen ist Familiensache ist eine deutsche Fernsehserie. Die Krimiserie, die in Flensburg spielt, wird seit 2022 vom ZDF ausgestrahlt. Die Hauptfiguren sind die beiden Schwestern Viktoria und Felicitas „Feli“ Lorentzen, die privat wegen unterschiedlicher Ansichten immer wieder aneinandergeraten. Die ungleichen Schwestern, Kriminalhauptkommissarin und Kriminaltechnikerin, arbeiten aber beruflich – nicht immer konfliktfrei – erfolgreich zusammen.

## Handlung
Die beiden Schwestern Viktoria und Felicitas Lorentzen könnten unterschiedlicher nicht sein. Viktoria, die ältere Schwester, arbeitet als Kriminalhauptkommissarin in Flensburg. Sie ist diszipliniert, hält sich für die vernünftigere der beiden Schwestern und kommt mit der oft chaotischen Art ihrer jüngeren Schwester Felicitas nicht zurecht. Felicitas hat eine offene und chaotische Art, die ihre Schwester Viktoria oft nicht gutheißen kann.
Zusammen mit ihrem Sohn Josh zieht Felicitas nach dem Tod des Vaters nach Flensburg und bewohnt zusammen mit ihrer Schwester Viktoria sowie ihrer Tante Jule Lorentzen das Haus des verstorbenen Vaters. Sie nimmt die Stelle der Kriminaltechnikerin bei der Kripo Flensburg an und setzt bei ihrer Arbeit auch schon mal auf unkonventionelle Methoden.
Die privat so unterschiedlichen Schwestern arbeiten beruflich erfolgreich zusammen. Allerdings ist diese Zusammenarbeit immer wieder von Konflikten geprägt.
Sami Farhadi ist Viktorias charmanter Kollege, der immer wieder unfreiwillig zwischen die Fronten der beiden Schwestern gerät. Der Kriminaltechniker Dariusz Kowalski bildet mit Felicitas ein erfolgreiches Team bei der Spurensicherung der Kriminalfälle. In der dritten Staffel stößt die Fallanalytikerin Dr. Astrid Brockhaus zum Team. Sie kommt aus Hamburg und ist zuerst wegen ihrer arroganten Art beim Team unbeliebt, später aber ein anerkanntes Mitglied des Ermittlerteams.

## Besetzung
| Rolle                      | Schauspieler(in)        | Staffel | Bemerkung                                                   |
| -------------------------- | ----------------------- | ------- | ----------------------------------------------------------- |
| Viktoria Lorentzen         | Lena Dörrie             | 1–3     | Kriminalhauptkommissarin, Schwester von Felicitas Lorentzen |
| Felicitas „Feli“ Lorentzen | Caroline Hanke          | 1–3     | Kriminaltechnikerin, Schwester von Viktoria Lorentzen       |
| Sami Farhadi               | Tamer Trasoglu          | 1–3     | Kriminalhauptkommissar                                      |
| Dariusz „Dusi“ Kowalski    | Claudiu Mark Draghici   | 1–3     | Kriminaltechniker                                           |
| Owe Ahrens                 | Mathias Harrebye-Brandt | 1–3     | Chef der Kripo Flensburg                                    |
| Dr. Paula Fischer          | Petra Friedrich         | 1–3     | Pathologin                                                  |
| Josh Lorentzen             | Jona Djalili            | 1–3     | Sohn von Felicitas Lorentzen                                |
| Jule Lorentzen             | Anne Moll               | 1–2     | Tante von Viktoria und Felicitas Lorentzen                  |
| Dr. Astrid Brockhaus       | Veronica Ferres         | 3       | Fallanalytikerin                                            |

## Staffeln
Die Episodenliste enthält alle Episoden der deutschen Fernsehserie Mordsschwestern, sortiert nach der Reihenfolge der Erstausstrahlung.

### Staffel 1
| Nr. (ges.) | Nr. (St.) | Originaltitel   | Erstausstrahlung DE | Regie                         | Drehbuch                            | Zuschauer |
| --- | --------- | --------------- | ------------------- | ----------------------------- | ----------------------------------- | --------- |
| 1 | 1         | Schwarzer Fisch | 2. Sept. 2022       | Ole Zapatka                   | Kathrin Richter, Jürgen Schlagenhof | 4,36 Mio. |
| Felicitas und Viktoria bestatten ihren verstorbenen Vater auf hoher See. Anschließend eröffnet Feli ihrer Schwester, nun in der KTU von Flensburg zu arbeiten und mit ihrem Sohn Josh von Berlin zurück ins Elternhaus zu ziehen, worüber Viktoria nicht erfreut ist. Wie Josh später seiner Tante gesteht, fuhr er illegal mit dem Motorroller seiner Mutter, was diese in Schwierigkeiten brachte. Da ein Mann erschlagen im Wald aufgefunden wird, bleibt vorerst keine Zeit für Diskussionen. Als Tatort wird das Ferienhaus der Familie Carlson ermittelt. Das Opfer ist Mitbesitzer der Fischerei Dachs, die im Verdacht der illegalen Fischerei steht. Robin Carlson (Frédéric Brossier), Sohn der Ferienhausbesitzer Isa (Barbara Krabbe) und Arne (Wolfgang Häntsch), versuchte die Brüder Dachs zu überführen und gerät dadurch in Verdacht. Tatsächlich hatte er eine Affäre mit der Frau des Opfers, Julia Dachs (Lena Reinhold). Sie wurden von ihrem Mann überrascht, woraufhin sie ihn mit einer Sektflasche ohnmächtig schlug. Zu dem Zeitpunkt lebte er jedoch noch. Den eigentlichen Mord beging der Bruder des Opfers, Pit Dachs (Andy Gätjen), da sie wegen der illegalen Fischerei zerstritten waren. - Trotz ihrer Differenzen bietet Viktoria ihrer Schwester am Ende an, in Flensburg zu bleiben. |           |                 |                     |                               |                                     |           |
| 2 | 2         | Totalschaden    | 9. Sept. 2022       | Ole Zapatka                   | Kathrin Richter, Jürgen Schlagenhof | 4,51 Mio. |
| Mia Savchenko (Valerie Stoll) weicht mit ihrem Auto einem Transporter aus und fährt an ein Brückengeländer. Ihr Beifahrer und Freund Fred Braun (Filip Schnack) und der auf der Rückbank befindliche Serge Vogler sterben. Der Unfallverursacher kann ermittelt werden. Doch Viktoria und Felicitas finden Unstimmigkeiten. Serge war bereits vor dem Unfall tot, und Mias Verletzungen können nicht vom Aufprall stammen. Die beiden ermitteln gegen den Willen und das Wissen von Owe und dem neuen Staatsanwalt Dr. Sven Meyer-Pritzel (Tobias Licht) weiter. Sven und Viktoria hatten vor Jahren eine Beziehung, und er lädt sie erneut zu einem Date ein. Der Verdacht kommt auf, dass Mia und Fred ein Boot gestohlen haben könnten, um die kostspielige Behandlung von Mias kranker Mutter Sofija Savchenko (Masha Tokareva) bezahlen zu können. Tatsächlich kam es zu einem Übergabetermin, bei dem der Hehler Serge nicht zahlen wollte und Fred bedrohte, woraufhin ihn Mia tödlich verletzte. Sven versuchte die ihm bis zum Zeitpunkt des Totschlags unbekannte Mia zu schützen, da er vor etwa zwanzig Jahren eine Affäre mit ihrer Mutter hatte, und Sofijas Tochter ist die Folge dieser Beziehung. Der Staatsanwalt lud Viktoria nur auf ein Abendessen ein, um den Fall besser unter Kontrolle zu haben. |           |                 |                     |                               |                                     |           |
| 3 | 3         | Phantomschmerz  | 16. Sept. 2022      | Ole Zapatka, Christian Theede | Lasse Nolte                         | 3,97 Mio. |
| Meral Norouzi wird erstickt in ihrer Villa aufgefunden. Ihr Mann Faisal (Özgür Karadeniz) sowie die schwangere Tochter Enissa Walkhoff (Jasmin Varul) mit Mann Niels (Timo Weisschnur) waren zur Tatzeit nicht anwesend und haben Alibis. Wobei Faisal, dessen Kanzlei nur durch das Geld seiner Frau vor dem Konkurs bewahrt wird, eine Affäre mit seiner Assistentin Alice Handtke (Jessica McIntyre) nachgewiesen werden kann, was dennoch seine Unschuld beweist. Meral selbst hatte eine Monate zurückliegende Liaison mit dem leicht jähzornig werdenden Frerk Mortensen (Christian Kerepeszki), dessen Sohn Rasmus seit fünf Jahren spurlos verschwunden ist. Am Tag des Mordes wurde ihr früherer Liebhaber im Garten des Opfers gesehen, und alle Spuren deuten auf ihn. Viktoria glaubt jedoch anders als Felicitas nicht nur an die Beweise, worüber die beiden Schwestern in Streit geraten. Die Ermittlerin konzentriert sich auf den Tod von Erasmus, der nach einem Handballspiel verschwand und damals mit Enissa eine Beziehung hatte. Hier führen alle Spuren zu Niels, und bei der Öffnung der Terrasse der Villa wird die Leiche von Erasmus gefunden. Niels gibt zu, schon immer in Enissa verliebt gewesen zu sein. Als Erasmus seiner Freundin einen Heiratsantrag machen wollte, brachte Niels seinen Freund um. Meral erstickte er, da sie selbst die Terrasse öffnen lassen wollte. Beim Geständnis vergiftet sich der zweifache Mörder und wird im Krankenwagen abtransportiert. |           |                 |                     |                               |                                     |           |
| 4 | 4         | Der dünne Piet  | 30. Sept. 2022      | Ole Zapatka                   | Sabine Radebold, Richard Caesar     | 3,95 Mio. |
| Der dünne Piet alias Ulf Petersen (Siemen Rühaak) verbrennt auf seinem Boot, wurde vorher jedoch durch einen Messerstich getötet. Als Verdächtiger wird Gerdi (Patrick Joswig) verhaftet, der Süßigkeiten von seiner Firma stiehlt und Piet einbinden wollte, diese nach Dänemark zu schmuggeln. Das Opfer wohnte am Hafen auf dem Campingplatz Schifferglück in einer Gemeinschaft, zu denen u. a. Olaf (Michael Schenk) und Wiebke (Vivien Mahler) gehören. Bei ihren Recherchen freundet sich Feli insbesondere mit Olaf an. Viktoria befragt derweil Kristina Wennescheid (Inga Lessmann), die sich - wie eine Flucht wirkend - vom Tatort entfernt hatte. Piet hatte ihre Firma wegen eines Patents verklagt und laut dem ihn vertretenden Patentanwalt Dr. Blohmberg (Florian Reiners) sehr gute Chancen, das Verfahren zu gewinnen. Er verließ vor Jahren die Firma, als sich eine Greta nicht für ihn, sondern für den Firmeninhaber Arne entschied. Der Fall nimmt eine Wendung, als die Leiche als die von Kristinas Vater Arne identifiziert wird. Nachdem Piet Arne in der Tatnacht eröffnete, Kristina sei die Tochter von ihm und Greta, griff ihn der Firmenbesitzer an und wurde in Notwehr erstochen. Die Campingplatz-Gemeinschaft versteckte den flüchtigen Piet, wo ihn Felicitas und Viktoria schließlich verhaften können. - Feli bewirbt sich auf eine Stelle nach Hamburg. Viktoria versucht dies mit allen Mitteln zu verhindern, schilderte sie in einem heimlichen Gespräch mit dem Personalleiter als noch nicht kompetent genug für eine solche Aufgabe. Feli erhält daher eine Absage. |           |                 |                     |                               |                                     |           |

### Staffel 2
| Nr. (ges.) | Nr. (St.) | Originaltitel          | Erstausstrahlung DE | Regie              | Drehbuch                            | Zuschauer |
| --- | --------- | ---------------------- | ------------------- | ------------------ | ----------------------------------- | --------- |
| 5 | 1         | Die Made               | 1. Sept. 2023       | Suki Maria Roessel | Sabine Radebold, Richard Caesar     | 4,69 Mio. |
| Janina Janssen (Kim-Sarah Brandts), Sportlehrerin an einer Marineschule, wird erschossen aufgefunden. Ihr querschnittsgelähmter Mann Sven (Christian Schneeweiß) hatte ihr Verschwinden zwei Wochen vorher gemeldet. Janina hatte Affären mit anderen Männern, wurde von ihrer Kollegin Kim Johans (Joy Maria Bai) gedeckt. Von einem ihrer Liebhaber, dem Offiziersanwärter Falk Martens (Matthias Ludwig), ist sie schwanger. Der 15-jährige Nachbarsjunge Niklas Wittkamp (Franz Ferdinand) stellte Janina heimlich nach, wusste ebenfalls von den Seitensprüngen. Er gesteht seinem Vater Wim (Jörn Knebel) sein Verhalten, und er kann ein Foto liefern, das zu Falks Frau Annika (Lea Willkowsky) führt. In deren Garage wird die Tatwaffe gefunden. Entlastet wird sie, als Felicitas entdeckt, dass das Opfer bereits Tage vor dem vermuteten Mordzeitpunkt tot war. Die Spur führt zurück zum Mann der Getöten, der seine Frau aus Eifersucht umgebracht hat. Bei der Entsorgung der Leiche hatte er Hilfe von der stellvertretenden Kommandeurin der Schule, Lisa Hoppe (Katharina Heyer), die in ihn verliebt ist. - Viktoria beginnt sich nach und nach in ihren Kollegen Sami zu verlieben. |           |                        |                     |                    |                                     |           |
| 6 | 2         | Ruby                   | 8. Sept. 2023       | Suki Maria Roessel | Kathrin Richter, Jürgen Schlagenhof | 4,47 Mio. |
| Die auf einem Reiterhof mithelfende Ruby Nielsen (Seri Isabell Rauschenbach) wird erschlagen am Strand aufgefunden. Noch am Morgen hatte sie mit der sich verdächtig verhaltenden Hanna Berg (Alina Heipe) einen Streit um ein verschwundenes Tagebuch, und auch ein am Tatort gefundener Ohrring deutet auf ihre Kollegin als Täterin hin. Eine weitere Spur führt zu den Besitzern des Reiterhofs, Fenja Nöhren (Julia-Maria Köhler) und Nils Albrecht (Florian Bartholomäi), die Eifersucht als Motiv vermuten lässt, doch Nils ist keine Affäre mit Ruby nachweisbar. Wie sich herausstellt, entdeckte der streng religiöse Stiefvater des Opfers, Paul Sörensen (Stephan Szász), anhand des Tagebuchs, wie die Tochter seiner schwerkranken Frau Sterbehilfe leistete. Aus diesem Grund brachte er Ruby um. - Viktoria gewinnt den Eindruck, dass Felicitas und Sami eine Affäre beginnen, doch ihre Schwester verneint das am Ende der Folge. |           |                        |                     |                    |                                     |           |
| 7 | 3         | Schweinepriester       | 15. Sept. 2023      | Suki Maria Roessel | Sabine Radebold, Richard Caesar     | 4,36 Mio. |
| Der Bio-Schweinebauer Silas Hinnerksen (Thomas Bloem) hängt an einem Stahlseil in seiner Scheune. Schnell stellt sich für die Ermittler heraus, dass der Schweinebauer ermordet wurde. Er hatte Schweine aus der Massentierhaltung zur Bioware „umetikettiert“. Geschäftspartner und eine Tochter Clara (Anna Bachmann), eine Aktivistin für Tierschutz, kommen ins Visier der Ermittler. Am Ende stellt sich heraus, dass die eigene Frau Marthe (Lina Wendel) ihn umgebracht hat, weil dieser eine Affäre mit seiner Verwalterin Ioanna Sideris (Artemis Chalkidou) hatte und seine Frau schleichend vergiften wollte. - Viktoria vergisst zuerst Sami's Geburtstag, verbringt später eine gemeinsame Nacht mit ihm. |           |                        |                     |                    |                                     |           |
| 8 | 4         | Hensleffs letzter Fall | 22. Sept. 2023      | Christine Repond   | Lasse Nolte                         | 4,24 Mio. |
| In der abgebrannten Gartensauna der berühmten Krimiautorin Bettina Döring (Marion Kracht) wird die Leiche der Putzkraft Katerina Milner gefunden, die auch bei anderen Prominenten angestellt war. Die Ermittler fangen an, gegen einen gewalttätigen Ex-Liebhaber sowie in der Promiszene zu ermitteln. Hohe Summen, die auf das Konto der Ermordeten eingezahlt wurden, lassen die Ermittler vermuten, dass die Putzkraft ihre Auftraggeber erpresst haben könnte. Wie sich herausstellt, schrieb Katerina Milner die Kriminalromane über die Hauptfigur des Kommissars Hensleff für Bettina Döring, wollte aber damit anfangen, eigene Romane unter ihrem eigenen Namen zu veröffentlichen. Damit die falsche Autorenschaft nicht herauskommt, ermordete Bettina Döring ihre Putzkraft. - Nach der gemeinsamen Nacht verhält sich Viktoria gegenüber Sami verunsichert. Felicitas erwartet die Ankunft ihres Ex-Mannes Ben. - Der Schauspieler Oliver Wnuk spielt sich in dieser Episode selbst. Als die Ermittler ihn zur Befragung aufsuchen, deutet er an, Viktoria Lorentzen von irgendwoher zu kennen. Das ist ein versteckter Hinweis darauf, dass die beiden Schauspieler in der Folge Sievers und die Stille Nacht der ZDF-Krimiserie Nord Nord Mord ein Liebespaar gespielt haben. |           |                        |                     |                    |                                     |           |
| 9 | 5         | Helden                 | 29. Sept. 2023      | Christine Repond   | Lasse Nolte                         | 3,95 Mio. |
| Der Student Jan Toft (Henry Wendenburg), der seine Masterarbeit über den deutsch-dänischen Krieg schreibt, liegt tot im Wald der Adelsfamilie von Grundmann, gekleidet in eine historische Uniform und erschossen mit einer historischen Waffe. Jan war Mitglied eines Reenactment-Vereins, der zum Andenken an den preußischen Soldaten Carl von Grundmann gegründet wurde. Anfangs steht eine Morddrohung des Vereinsmitglieds Thomas Hellbach (Andreas Dyszewski) im Raum, der Jan wegen einer Affäre mit seiner Freundin Charly von Grundmann (Zoë Valks) drohte. Schnell stellt sich aber heraus, dass Jan Torf von zahlreichen Bekannten Geld erpresst hat, unter anderem vom Charlys Vater, Freiherr Alexander von Grundmann (Tim Grobe), mit neuen historischen Erkenntnissen bezüglich eines Vorfahren, aber auch von Charlys Großmutter, Freifrau Karin von Grundmann (Irene Rindje), weil er ihr drohte, ein Video von Charly in eindeutiger erotischer Szene zu veröffentlichen. Die Großmutter erschoss Jan Toft, weil sie um den Ruf ihrer Familie fürchtete. - Feli Lorentzen bekommt Besuch von ihrem Ex-Mann - und Vater von Josh - Ben Amadi (Alexander Prince Osei), den sie scheinbar immer noch liebt. Viktorias Kollege Sami versucht, sich Viktoria wieder anzunähern, aber Viktoria lässt ihn weiter im Unklaren. |           |                        |                     |                    |                                     |           |
| 10 | 6         | Die Perle              | 6. Okt. 2023        | Christine Repond   | Isabell Serauky                     | 4,74 Mio. |
| Am Morgen liegt Finja Eilers (Andrea Zum Felde) tot in ihrer Kneipe „Perle“, die sie von ihrem toten Vater übernommen hatte. Finja war hoch verschuldet und hatte den Sorgerechtsstreit um ihren zehnjährigen Sohn Julius (Ben Leonard Stiehler) gegen ihren Ex-Ehemann Andre Eilers (Christian Beermann) verloren. Einige der letzten Gäste in der „Perle“ waren der stille Teilhaber Niklas Stracke (Jörg Pose), ihr Ex-Freund Bruno Schlüter (Bo Hansen) und Stella Sibelius (Julia Nachtmann), die neue Lebensgefährtin ihres Ex-Ehemanns. Bei den Ermittlungen stellt sich heraus, dass Andre Eilers mit Julius und seiner neuen Lebensgefährtin an den Bodensee ziehen will und dass Finja zuvor als Buchhalterin in der Werft ihres damaligen Ehemanns angestellt war und ihren Ex-Ehemann mit steuerlichen Unregelmäßigkeiten erpresst hat. Als Täter wird Niklas Stracke überführt, der Finja im Affekt mit einem schweren Bierkrug tödlich verletzt hatte. Er wollte sie davon abhalten, ihren Plan in die Tat umzusetzen, mit ihrem Sohn Julius auf ihrem eigenen Boot zu flüchten. - Das Schicksal des kleinen Julius erinnert Viktoria und Felicitas Lorentzen schmerzhaft an den Verlust der eigenen Mutter, den Felicitas in jungen Jahren selbst miterlebt hat. Felicitas gibt nach langem Überlegen und persönlicher Unsicherheit dem Verlangen ihres Sohnes Josh nach, für ein Jahr zu seinem Vater nach London zu fahren. |           |                        |                     |                    |                                     |           |

### Staffel 3
| Nr. (ges.) | Nr. (St.) | Originaltitel      | Erstausstrahlung DE | Regie              | Drehbuch                           | Zuschauer |
| --- | --------- | ------------------ | ------------------- | ------------------ | ---------------------------------- | --------- |
| 11 | 1         | Explosiv           | 18. Okt. 2024       | Suki Maria Roessel | Sabine Leipert, Suki Maria Roessel | 3,71 Mio. |
| Bei einer Explosion vor einer Flensburger Apotheke wird die Sozialarbeiterin Yasmin Balthasar (Kathrin Bliemsrieder) getötet. Die Sozialarbeiterin setzte sich für die Obdachlosen ein, die vor der Apotheke ihren Schlafplatz bezogen haben und die der Apotheker Thomas Klasen (Roland Wolf) nicht vor seiner Apotheke dulden will. Weil Yasmin Balthasar früher der autonomen Szene in Hamburg zugerechnet wurde, ist ein terroristischer Anschlag nicht auszuschließen. Deshalb bekommt Viktoria Lorentzen Hilfe von der Hamburger Fallanalytikerin Astrid Brockhaus (Veronika Ferres). Ein Erpresserschreiben an den Apotheker gibt dem Fall allerdings eine weitere Wende. Der Apotheker hat mit Hilfe seines Assistenten Freerk Linnewever (Ilya Wolfsohn) Diabetes-Medikamente gestreckt, um dessen Wirkstoff als sogenannte Abnehmspritzen zur Gewichtsreduzierung teuer weiterzuverkaufen. Deshalb wurde er vom Vater (Christoph Jöde) eines an Diabetes erkrankten Jungen erpresst, weil dieser aufgrund der geringeren Wirkstoffdosis gesundheitliche Schäden davontrug.                                                                       |           |                    |                     |                    |                                    |           |
| 12 | 2         | Das Chamäleon      | 25. Okt. 2024       | Suki Maria Roessel | Sabine Leipert, Julia Neumann      | 5,33 Mio. |
| Der vorbestrafte Freddy Ahrens (Daniel Klein) wird nahe eines Friedhofs tot aufgefunden. Der Motocross-Fahrer hatte in jungen Jahren wegen Drogenhandels eine Gefängnisstrafe abgesessen, machte nun aber eine Ausbildung in der Druckerei von Susanne Schrader (Catherine Bode). Dr. Brockhaus verfolgt die Idee, dass es sich bei dem Mord um einen geplatzten Drogendeal handeln könnte. Allerdings stellt sich später heraus, dass Freddy Ahrens gutgläubige alte Damen nach dem Tod ihrer Ehemänner um ihre Ersparnisse und ihren Schmuck gebracht hat. Die Tochter (Britta Horn) einer der Geschädigten gerät mit ihm am Friedhof in eine Auseinandersetzung und erschlägt ihn mit einer Engelsfigur. - Viktoria Lorentzen und Sami Farhadi nähern sich wieder einander an. Dr. Astrid Brockhaus wird von ihrer Freundin auf dem Motorroller zum Präsidium begleitet und verabschiedet sich küssend. |           |                    |                     |                    |                                    |           |
| 13 | 3         | Tödliches Training | 1. Nov. 2024        | Suki Maria Roessel | Isabell Serauky                    | 4,70 Mio. |
| Die Ruderin Lilly Pötter (Remy Jane Johannsen) liegt morgens tot in der Umkleidekabine des Rudervereins, nachdem sie am Tag zuvor die Nominierung für den Landeskader erhielt. Lilly ist an einem anaphylaktischen Schock aufgrund einer Erdnussallergie gestorben. Die Erdnüsse hat sie als feingemahlenen Staub eingeatmet. Ihr Adrenalin-Pen, den sie als Notfallset bei sich trug, wurde manipuliert. Zahlreiche Verdächtige sind im Visier der Ermittler: ihre Freundin Sophie (Svenja Peters), weil sie sich Hoffnungen auf die Nominierung für den Landeskader gemacht hat, deren Freund Henry (Luke Matt Röntgen) sowie Sophies Vater (Marc Benjamin Puch). Am Ende deuten alle Indizien darauf hin, dass Lilly durch ihren Trainer Jakob Sander (Sebastian Fräsdorf) vergewaltigt wurde, der sie aus Angst, überführt zu werden, ermordet. - Feli Lorentzen flirtet mit dem gehörlosen Betreiber der Kneipe im Ruderverein. Dr. Brockhaus bekommt aus nicht geklärten Gründen einen Panikanfall, nachdem sie herausbekommt, dass Lilly vergewaltigt wurde.                                                                                        |           |                    |                     |                    |                                    |           |
| 14 | 4         | Familientradition  | 8. Nov. 2024        | Suki Maria Roessel | Lasse Nolte                        | 4,62 Mio. |
| Ingmar Petersen (Wolfgang Riehm), Inhaber einer traditionsreichen Rumdestillerie, wird auf dem Heimweg durch mehrere Schüsse brutal getötet. Sein 10 Monate alter Enkel wird entführt. Verdächtigt wird zuerst der Ex-Mann der Tochter, der öffentlich Streit mit Ingmar Petersen hatte. Allerdings bleibt unklar, ob das Motiv für den Mord Rache war, wirtschaftliche Hintergründe hatte oder der Lösegelderpressung diente. Nach Zahlung des Lösegeldes wird der Enkel wieder freigelassen. Überführt wird der Täter durch eine Faser, die am Tatort zu finden war und vom Teppich aus Petersens Büro stammt. Sein Sohn Kjell Petersen (Anton Spieker) hat seinen Vater erschlossen, weil er die Familie tyrannisiert hat und die Firma verkaufen wollte. Die Mutter (Lena Stolze) und die Schwester Jytte Petersen (Julia Goldberg) haben die Tat gedeckt. - Feli findet heraus, warum Dr. Brockhaus in der letzten Folge so überreagierte. In deren Hamburger Dienststelle führte ihre Fehleinschätzung eines Täters zum Tod des Vergewaltigungsopfers durch Suizid. Viktoria und Dr. Brockhaus sprechen sich aus und arbeiten erstmals gut zusammen. |           |                    |                     |                    |                                    |           |